# Jüdischer Friedhof (Beerfelden)
Der jüdische Friedhof Beerfelden ist ein Friedhof in Beerfelden, einem Stadtteil von Oberzent im Odenwaldkreis in Hessen. Er steht als Kulturdenkmal unter Denkmalschutz.
Der von einer Steinmauer umgebene jüdische Friedhof liegt südöstlich von Beerfelden direkt an der von Beerfelden nach Ober-Sensbach verlaufenden Landesstraße L 3120.
Bis weit in das 20. Jahrhundert hinein wurden die Toten der jüdischen Gemeinde Beerfelden auf dem jüdischen Friedhof in Michelstadt beigesetzt. Im Jahr 1922 erwarb die jüdische Gemeinde Beerfelden ein Grundstück zur Anlage eines Friedhofes. Dieser und eine Friedhofshalle, geschaffen nach Plänen des Kölner Architekten Robert Stern, wurden am 6. September 1928 eingeweiht.
Auf dem 3478 m² großen Friedhof, der ab 1928 belegt wurde und auf dem bis zum Zweiten Weltkrieg 13 Beisetzungen vorgenommen wurden, sind zahlreiche Grabsteine erhalten.
Die Friedhofshalle sowie die Beerfelder Synagoge wurden 1938 zerstört. Im Zusammenhang mit dem Novemberpogrom 1938 sowie im Mai 1994 wurde der Friedhof geschändet. Dabei wurden die Grabsteine umgeworfen und teilweise schwer beschädigt.